# 大杨树镇
大杨树镇，是中华人民共和国内蒙古自治区呼伦贝尔市鄂倫春自治旗下辖的一个行政建制镇。

## 行政区划
大杨树镇下辖以下地区：
甘奎路社区、顺和路社区、平安里社区、保丰满社区、大华街社区、南湖美社区、农垦美社区、庆丰满社区、友谊路社区、新华街社区、文化街社区、街西村、北郊村、大架子山村、桥南村、新华村、半拉山村、四平山村、富饶村、富民村、前进村、振兴村、红星村、东胜村和多布库尔猎民村。